# Đối đầu biên giới Ấn – Trung 2017
Cuộc Đối đầu biên giới Ấn – Trung 2017 là cuộc đối đầu quân sự ở biên giới giữa quân đội Ấn Độ và Quân Giải phóng Nhân dân Trung Quốc trong việc Trung Quốc xây dựng một con đường ở Doklam hay Donglang (tên gọi ở Trung Quốc). Vào ngày 16 tháng 6 năm 2017, quân đội Trung Quốc với các phương tiện và thiết bị xây dựng đường đã bắt đầu mở rộng một con đường hiện tại ở phía Nam Doklam, một lãnh thổ được tuyên bố chủ quyền bởi cả Trung Quốc cũng như đồng minh của Ấn Độ Bhutan  Vào ngày 18 tháng 6 năm 2017, khoảng 270 binh lính Ấn Độ, với vũ khí và hai máy ủi, đã vào Doklam để ngăn chặn quân đội Trung Quốc xây dựng con đường. Vào ngày 28 tháng 8, cả Ấn Độ lẫn Trung Quốc thông báo rằng họ rút toàn bộ quân đội của họ khỏi khu vực đối đầu tại Doklam.